# RINEX
RINEX (Receiver INdependent EXchange format) è un formato di file per la memorizzazione di dati provenienti da sistemi satellitari di navigazione. Lo standard RINEX permette la memorizzazione e lo scambio dei dati indipendentemente dal ricevitore usato per effettuare la misura.
I dati memorizzati in formato RINEX possono essere post-processati per ottenere una soluzione più accurata, operazione che solitamente avviene con l'ausilio di informazioni aggiuntive non disponibili nel momento della misura, provenienti ad esempio da rilevazioni e modelli sulle condizioni atmosferiche.